# 1068. grenadirski polk (Wehrmacht)
1068. grenadirski polk (izvirno nemško 1068. Grenadier-Regiment; kratica 1068. GR) je bil pehotni polk Heera v času druge svetovne vojne.

## Zgodovina
Polk je bil ustanovljen 1. julija 1944 in razpuščen 22. avgusta istega leta.